# Fremont (Missouri)
Fremont – jednostka osadnicza w Stanach Zjednoczonych, w stanie Missouri, w hrabstwie Carter.